# Полевица собачья
Полеви́ца соба́чья (лат. Agróstis canína) — широко распространённое травянистое растение, типовой вид рода Полевица семейства Злаки, или Мятликовые (Poaceae).

## Ботаническое описание

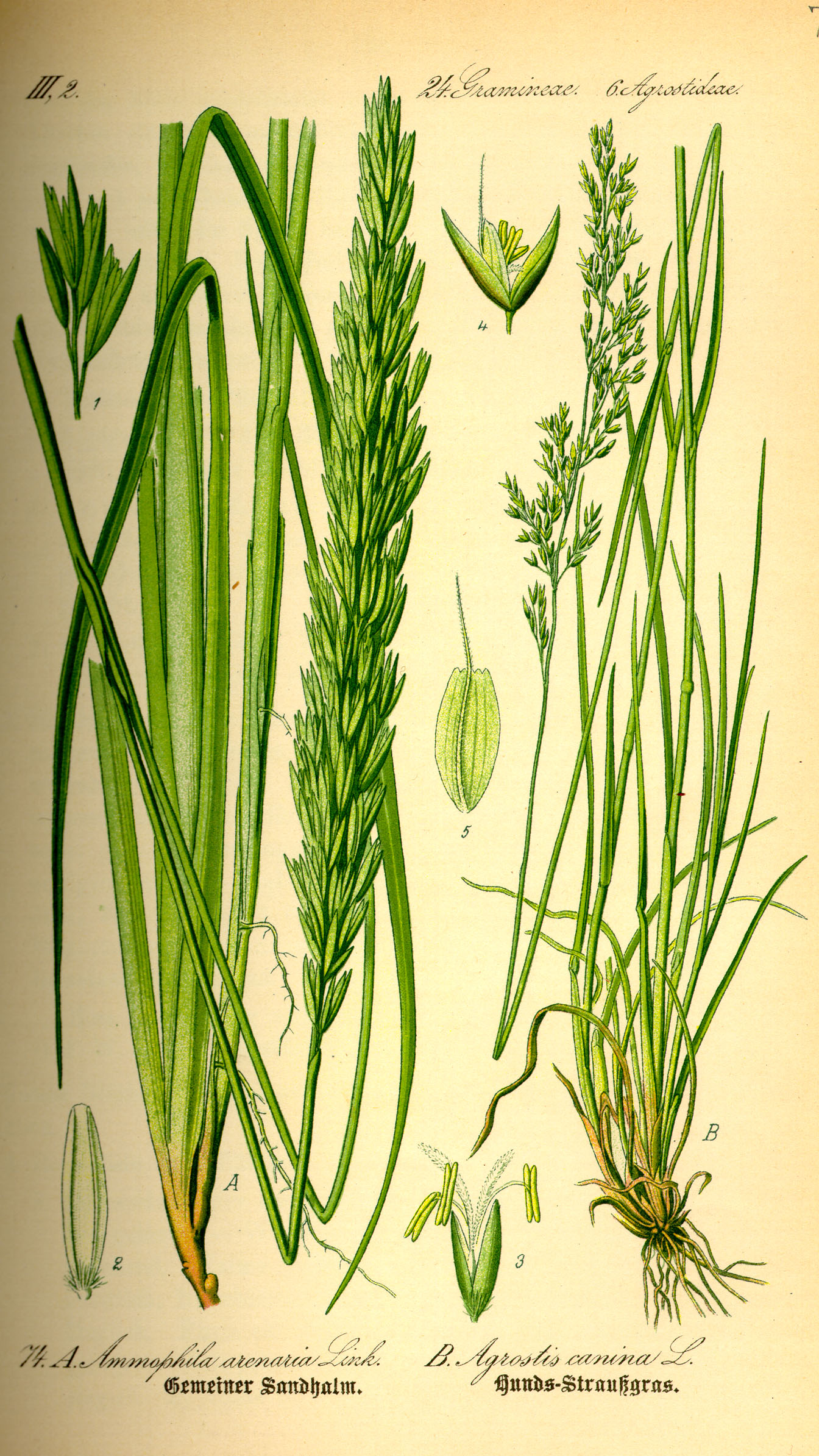
Полевица собачья (справа) в сравнении с Песколюбка песчаная|песколюбкой песчаной (Ammophila arenaria).

Многолетник 20—60 см высотой, образующее дерновинки без ползучих подземных побегов, но часто со стелющимися надземными побегами.
От короткого тонкого корневища весной берут начало бесплодные и многочисленные плодущие побеги; стелющиеся надземные побеги обычно развиваются летом и осенью.
Стебли при основании восходящие или прямостоячие.
Листовые пластинки вдоль сложенных прикорневых листьев 0,6—1,5 мм шириной, а плоских верхних стеблевых 2—8 см длиной и 0,5—2,5 мм шириной, по краям, а часто и на поверхности, шероховатые; язычок у стеблевых листьев продолговатый, тупой, 2—5 мм длиной.
Метёлки обычно более-менее раскидистые, от 4 до 11 см длиной и 1—5 см шириной, с шероховатыми веточками, отходящими от главной оси пучками по три—шесть. Колоски от 1,5 до 3 мм длиной, остистые или безостые. Верхняя цветковая чешуя гладкая; нижняя цветковая чешуя на 1/3—½ короче колосковой чешуи, обычно с коленчатой остью, выходящей из нижней трети спинки и выступающей из колоска; по килю, в верхней половине, шероховатая. Чешуи тёмно-фиолетовые, реже буровато-соломенно-жёлтые, эллиптически-ланцетовидные. При основании цветковых чешуй есть очень короткие, чуть заметные волоски длиной 0,1 мм. Пыльники линейно-продолговатые, 1—1,2 мм длиной. Цветение в июне — июле, плодоношение в июле.
Число хромосом 2n=14.

## Распространение и среда обитания

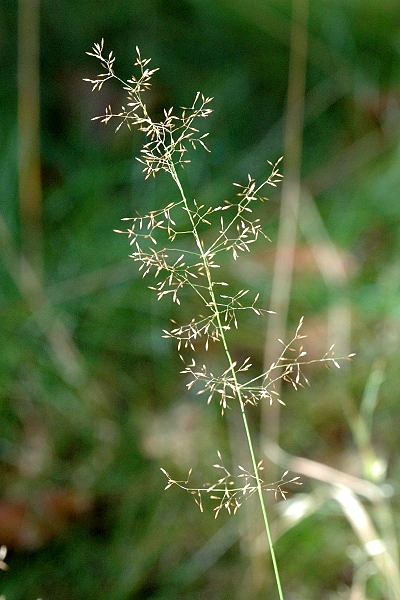
Соцветие

Природный ареал полевицы собачьей охватывает практически всю Европу (включая Россию и сопредельные страны), за исключением Причерноморья и Крыма, часть Передней Азии (Турция) и северную часть Монголии. Растение натурализовалось почти повсюду в мире.
Вид описан К. Линнеем из Европы: «Habitat in Europae pascuis humidiusculis» (Species Plantarum, 1753. 1:62).
В России встречается повсеместно в европейской части (чаще в нечернозёмной зоне), Сибири и на Дальнем Востоке.
Растёт по берегам болот, водоёмов, на заболоченных лугах и других местах с избыточным увлажнением; чаще в лесной зоне. Легко размножается вегетативно.

## Значение и применение
До фазы цветения на пастбище охотно поедается крупным рогатым скотом. В сене поедается всеми сельскохозяйственными животными.
В связи с тем, что возобновление побегов у полевицы собачьей внутривлагалищное и из-за этого образуются густые дерновинки, эта трава хороша для устройства газонов и лужаек, образует самый нежный и изящный зелёный травяной покров по сравнению с другими злаками.